# No Mercy (album Squash Bowels)
No Mercy – trzeci album studyjny polskiej grupy muzycznej Squash Bowels. Wydawnictwo ukazało się 10 marca 2004 roku nakładem wytwórni muzycznej Obscene Productions. Nagrania zostały zarejestrowane w listopadzie 2003 roku w białostockim Hertz Studio.

## Lista utworów
Opracowano na podstawie materiału źródłowego.
1. "No Mercy" - 5:43
2. "Garrotte" - 1:53
3. "Vulture Ritual" - 1:39
4. "Guillotine In Lunapark" - 1:51
5. "Squabble" - 1:50
6. "Flesh Grinder" - 1:27
7. "Dead Stumble" - 2:19
8. "Human Extinction" - 1:40
9. "Splinter Off Blood" - 2:27
10. "Saint Father Paedophile" - 1:17
11. "Inclement Instructor" - 0:45
12. "Blood Supply" - 1:12
13. "Face In Cowpox" - 1:56
14. "Ufo-rder" - 4:31